# Līseh Rūd
Līseh Rūd (persiska: Līsehrūd, لیسه رود) är en ort i Iran.   Den ligger i provinsen Gilan, i den norra delen av landet, 200 km nordväst om huvudstaden Teheran. Līseh Rūd ligger 83 meter över havet och antalet invånare är 544.
Terrängen runt Līseh Rūd är kuperad åt sydväst, men åt nordost är den platt. Runt Līseh Rūd är det ganska tätbefolkat, med 134 invånare per kvadratkilometer. Närmaste större samhälle är Lāhījān, 13,7 km nordväst om Līseh Rūd. I omgivningarna runt Līseh Rūd växer i huvudsak blandskog.